# Sistanites
Sistanites es un género de foraminífero bentónico de estatus incierto, aunque considerado perteneciente a la subfamilia Stomatorbininae, de la familia Mississippinidae, de la superfamilia Discorboidea, del suborden Rotaliina y del orden Rotaliida. Su especie tipo es Sistanites iranica. Su rango cronoestratigráfico abarca desde el Selandiense (Paleoceno medio) hasta el Thanetiense (Paleoceno superior).

## Clasificación
Sistanites incluye a la siguiente especie:
- Sistanites iranica †